# Spider-Man 2 : La Revanche d'Electro
Pour les articles homonymes, voir Spider-Man 2 (homonymie).
 (mars 2018).
Si vous disposez d'ouvrages ou d'articles de référence ou si vous connaissez des sites web de qualité traitant du thème abordé ici, merci de compléter l'article en donnant les références utiles à sa vérifiabilité et en les liant à la section « Notes et références ».
Spider-Man 2 : La Revanche d'Electro est un jeu vidéo d'action développé par Vicarious Visions et édité par Activision en 2001 sur PlayStation. Il fait suite à Spider-Man sorti 1 an auparavant sur la même plate-forme.
Comme son titre l'indique, il est proposé au joueur de vivre une aventure avec l'homme araignée provenant des Marvel Comics américains.

## Synopsis
Plusieurs cambriolages sont commis par Electro dans toute la ville. Après une brève leçon avec Le Fauve, Spider-Man interrompt l'un de ces cambriolages à BioTech, et réussit à positionner un traceur sur la moto du criminel. Cela conduit Spider-Man à un entrepôt où il interroge un voyou qui lui indique la direction du hangar 18 d'un terrain d'aviation. Après une bataille avec le Shocker, il se dirige vers l'aérodrome, mais est ralenti par une alerte à la bombe sur le chemin.
Une fois arrivé sur place, le héros n'a pas d'autre choix que de laisser fuir les voleurs en hélicoptère (sur lequel il place tout de même un traceur pour ne pas perdre leur trace), ceux-ci ayant laissé un pilote inconscient au pilotage d'un avion en marche. Libérant avec succès le pilote avant que l'avion ne se crashe, Spider-Man suit la piste du traceur jusqu'à une gare de triage. Là, il tente de rattraper un train en marche dans lequel se trouve l'un des voleurs, mais est mis en difficulté par l'Homme-Sable. Parvenant malgré tout à s'en débarrasser, il constate que le voleur n'est autre que le Scarabée qui, même s'il prend la fuite, laisse derrière lui un indice. 
Pendant ce temps, la Cité des Sciences et de l'Industrie est prise d'assaut par Hammerhead et ses hommes qui sont venus prendre le Dr Watts en otage. Bien que Spider-Man intervienne et les arrête, l'Homme Sable en profite pour kidnapper le Dr Watts. Afin de comprendre l'intérêt des méchants pour le Docteur, le Tisseur décide de retourner à BioTech et de rendre visite au Dr Connors, collègue du Dr Watts. Mais celui-ci s'est transformé en Lézard, et le héros se dépêche de créer un antidote pour lui faire retrouver forme humaine. Une fois guéri, Connors explique à Spider-Man que l'objectif d'Electro est de voler l'appareil "Bio-Nexus" conçu par le Dr Watts, dont la puissance permettrait à Electro de devenir un dieu électrique.
Après une course-poursuite sur les toits de la ville, Spider-Man arrive enfin au laboratoire du Dr Watts. Il y découvre la source d'énergie du "Bio-Nexus", mais seulement au prix d'une nouvelle bataille contre l'Homme Sable. Il réussit à se défaire de lui en l'évacuant à travers une grille d'égout avec de l'eau. Découvrant un bulletin de nouvelles à propos de la source d'alimentation du Bio-Nexus - un saphir nommé "la Larme de Zeus" -, il se rend au musée où elle est exposée. Rattrapant le Dr Watts et Electro, Spider-Man entame un combat avec le méchant. Le Dr Watts étant accidentellement capturée par Electro, Spider-Man n'a pas d'autre choix que de lui remettre la Larme de Zeus à contrecœur en échange de sa libération.
Electro utilise le saphir sur lui-même pour doper ses pouvoirs et devient Hyper-Electro ! Celui-ci s'envole alors vers un énorme conducteur afin d'y utiliser ses nouveaux pouvoirs. Spider-Man découvre finalement la faiblesse d'Hyper-Electro en surchargeant l'énergie du Bio-Nexus avec les générateurs électriques de la tour. Perdant progressivement l'énergie de l'appareil, Electro est finalement vaincu par l'Araignée.
Le lendemain, Spider-Man lit la première page du journal publié par le Daily Bugle. Non seulement le journal raconte que Spider-Man a détruit le dispositif Bio-Nexus ainsi que la Larme de Zeus, mais il affirme aussi que c'est Thor qui a sauvé Manhattan d'Electro. 
Pendant ce temps, Electro croupi en prison et se plaint de Spider-Man qui l'a empêché de devenir un Dieu. Il est rappelé à l'ordre par Hammerhead, lui aussi emprisonné avec Shocker. Lorsque Hammerhead demande à Shocker s'il connaît d'autres jeux de cartes, celui-ci lui propose de se tourner vers les compagnons de cellule du Dr Octopus, nous permettant de revoir brièvement les ennemis du premier jeu.
A la fin du jeu, les seuls méchants en liberté sont Le Scarabée et L'Homme-Sable.

## Système de jeu

### Généralités
Le joueur dispose de deux touches d'attaque au corps à corps et d'une touche à combiner avec les directions pour former diverses créations à base de toile : gants de boxe, projectiles ou encore dômes de protection.
Conformément aux pouvoirs montrés dans les comics, Spider-Man adhère aux murs, se déplace en se balançant avec des toiles, les lance sur ses ennemis et a un sens spécial l'avertissant du danger.
Le déroulement du jeu, fidèle à l'esprit des comics, regorge de personnages annexes dont l'apparition, bien que peu influente sur le scénario, apporte du background à son univers.
Spider-Man affronte plusieurs ennemis populaires et un peu moins connus. De nombreux personnages secondaires récurrents dans les comics font une apparition. Cependant, les ennemis, comme les alliés sont des personnages différents du premier jeu. Excepté Spider-Man, Le Lézard est le seul autre personnage présent dans le premier jeu à réapparaître.
En version originale, la voix-off introductive du didacticiel est celle de Stan Lee, créateur du personnage. Cependant la voix française n'est pas la même qua dans le premier jeu, c'est désormais Gérard Surugue qui le double ici.
Au fil des niveaux le joueur peut ramasser des emblèmes servant à remplir la jauge de santé ou de toile, mais aussi de faire apparaître la Spider-Armure, extension de la barre de vie. Dans certains niveaux, des emblèmes donnent également une toile spéciale de glace, efficace contre les ennemis.
Des items en forme de comics sont également à trouver. Un peu mieux cachés, ils donnent accès à des fiches montrant la couverture et le résumé d'un numéro important dans la carrière du personnage.
Des cheat codes sont également disponibles, servant à débloquer des éléments du jeu plus tôt dans la partie mais aussi à débloquer des éléments spéciaux, comme les informations de débogage s'affichant en jeu ou une grosse tête pour Spider-Man.
Enfin, des costumes alternatifs sont à débloquer, dont certains offrent des pouvoirs bonus (invisibilité, invulnérabilité, toile illimitée, augmentation de la force). Les pouvoirs de certains costumes, eux, peuvent être considérés comme des malus (nombre de cartouches de toile réduit à 2). Ce sont les mêmes costumes que dans le premier jeu avec d'autres en plus, tous issus des comics.

### Personnages
Le jeu contient différents personnages de l'univers Marvel, comme le Fauve, mais aussi des personnages inédits, comme Hyper-Electro.
Ci-dessous, la liste des personnages ainsi que leurs descriptions adaptés au jeu. En effet, certains personnages ont des rôles différents selon les récits. Le Lézard est un bon exemple à cette affirmation.
| Liste des personnages |
| --- |
| - Peter Parker / Spider-Man (VF : Marc Saez) - Peter n'apparaît pas à proprement parler dans le jeu, sans son costume de Spider-Man, mais on peut l'incarner comme l'un des costumes jouables. - Spider-Man est le héros du jeu. C'est celui que vous jouerez tout le long de l'aventure. - Max Dillon / Electro / Hyper-Electro - Max Dillon est un ancien électricien qui, à la suite d'un accident en travaillant sur une ligne électrique, a été touché par la foudre, ce qui lui a transmis des pouvoirs surhumains capables de générer et contrôler l'électricité. Il apparaît dans la séquence d'introduction du jeu vêtu d'un manteau à capuche, lorsqu'il pénètre dans les laboratoires de Bio-Tech pour les cambrioler et voler les premières pièces du Bio-Nexus conçu par le Dr Watts. Sur sa route, il neutralisera plusieurs agents de sécurité et scientifiques, dont le Dr Connors, ce qui provoquera le réveil du Lézard. - Electro est le vrai visage de Max Dillon. Il est le cerveau de l'opération que Spidey tente d'arrêter tout le long du jeu. Son but est de réunir toutes les pièces du Bio-Nexus conçu par le Dr Watts pour augmenter ses pouvoirs. Il est le 6e et avant-dernier boss du jeu. - Hyper-Electro est le 7e dernier boss du jeu.Hyper-Electro est Electro équipé du Bio-Nexus avec le diamant, la Larme de Zeus, ce qui lui confère les pouvoirs d'un dieux du Tonnerre, au même titre que Thor. Le but du joueur était initialement de l'affronter au Sommet du World Trade Center, avec Hyper-Electro rechargeant ses pouvoirs à l'aide de l'antenne des tours, ce qui a été changé à cause des attentats du 11 septembre 2001, c'est désormais au sommet de deux tours reliées par un pont. - Le Dr Watts - Le Dr Watts est une scientifique qui travaille à Bio-Tech, comme le Dr Connors, elle est la conceptrice du Bio-Nexus, qui permettrait à n'importe quel être vivant d'éclairer un immeuble avec son énergie corporelle, que convoite Electro et dont le but est d'en dérober chaque pièce. Elle sera enlevée au Congrès scientifique par Hammerhead et ses hommes de main pour le compte d'Electro. Spider-Man devra la libérer. Elle est la seule personnage présente dans le jeu à être une création originale non issue des comics. - Henry McCoy / Le Fauve - Henry « Hank » McCoy / Le Fauve est un mutant, membre des X-Men. Le Professeur Henry « Hank » McCoy a subi une mutation dès son enfance développant son agilité et sa souplesse ; par la suite, son apparence a évolué lui donnant une pelage bleu, ainsi que des dents et des griffes acérées. Il apparaît dans le 1er chapitre du jeu où il met Spider-Man au défi d'arriver à le suivre sur les toits des gratte-ciel de New York, ce qui permet au joueur d'apprendre les mouvements de déplacements et de combats. Voyant les succès de Spider-Man, il l'invite à venir à l'Académie des Mutants de l'Institut Xavier pour s'y entraîner dans la Salle des dangers. - Charles Xavier / Le Professeur X - Charles Xavier / Le Professeur X est un mutant, dirigeant spirituel des X-Men. Il est le directeur et cofondateur de l'Institut Xavier, académie et école pour mutants, et co-créateur de l'ordinateur Cerebro avec Magnéto, lequel pilote la Salle des dangers. C'est dans cette salle, qui correspond aux niveaux d'entraînements, qu'il apparaît avec Anna Marie / Malicia pour accueillir Spider-Man et lui donner les consignes de l'entraînement après que celui-ci ai décidé de venir s'y entraîner sur les conseils du Fauve. - Anna Marie / Malicia - Anna Marie / Malicia est une mutante, membre des X-Men. C'est une mutante qui peut absorber l'énergie vitale, la mémoire et les connaissances d'une personne lors d'un contact physique, laissant la victime dans un état qui va du simple étourdissement au coma profond, voire la mort. C'est dans la Salle des dangers de l'Institut Xavier, qui correspond aux niveaux d'entraînements, qu'elle apparaît avec Charles Xavier / Le Professeur X pour accueillir Spider-Man et lui donner les consignes de l'entraînement après que celui-ci ai décidé de venir s'y entraîner sur les conseils du Fauve. - Herman Schultz / Le Shocker - Herman Schultz / Le Shocker est, dans cet opus, à la solde d'Electro. Il cambriole Bio-Tech dans le 2e chapitre du jeu pour dérober des pièces du Bio-Nexus qu'il remet dans un entrepôt à Abner Jenkins / Le Scarabée pour les rapporter à Electro, il tend ensuite une embuscade à Spider-Man dans cet entrepôt avec plusieurs hommes de mains. Il est le 1er boss du jeu. - Abner Jenkins / Le Scarabée (VF : Féodor Atkine) - Abner Jenkins / Le Scarabée est, dans cet opus, à la solde d'Electro. Il apparaît d'abord dissimulé sous un imperméable et un chapeau, il rapporte à Electro une pièce du Bio-Nexus dérobée par Herman Schultz / Le Shocker, qu'il emporte ensuite par hélicoptère depuis un terrain d'aviation, Spider-Man le rattrapera ensuite dans un train qu'il poursuivait, lui-même poursuivi par William Baker / L'Homme-Sable, Le Scarabée s'enfuit en faisant exploser un mur du train, oubliant un carton d'invitation au Congrès scientifique, qui mettra Spider-Man sur la piste du Dr Watts, on le reverra ensuite lors d'une réunion avec Electro, L'Homme-Sable, et leurs principaux complices. Il arrivera à la réunion d'Electro et de ses complices, en compagnie d'Hammerhead et de ses hommes de main, on ne le revoit plus par la suite dans le jeu. Il est le seul super-vilain apparaissant dans le jeu, que Spider-Man n'affronte pas et à ne pas apparaître dans la galerie des personnages du jeu. Il est donc également, avec l'Homme-Sable, l'un des deux seuls complices d'Electro à ne pas avoir été arrêté et toujours en liberté à la fin du jeu. Il aurait dû revenir pour être l'un des adversaires de Spider-Man, dans un hypothétique jeu Spider-Man 3, aux côtés du Bouffon vert et du Vautour notamment. Ce jeu fut abandonné à la suite du développement du jeu Spider-Man sorti l'année suivante et adapté du film de Sam Raimi. - Joseph Lorenzini / Hammerhead - Joseph Lorenzini / Hammerhead est un parrain de la mafia, ayant un style à la Al Capone, lors de sa première apparition dans le jeu, il joue d'ailleurs une scène avec une batte de base-ball autour de la table où sont assis Electro et ses complices en référence à celle du film Les Incorruptibles de 1987. Il s'est fait implanté une plaque d'adamantium dans le crâne, le même métal que celui des griffes de Wolverine, raison pour laquelle il se sert beaucoup de sa tête pour se battre. Il est contacté et payé par Electro pour enlever le Dr Watts lors du Congrès scientifique, et s'occuper de Spider-Man avec ses hommes de mains. Il est le 3e boss du jeu. - Le Dr Curt Connors / Le Lézard - Le Dr Curtis « Curt » Connors est un scientifique, ayant un bras en moins, travaillant à Bio-Tech, également l'un des professeurs de Peter Parker, en sciences, à l'université. Il est neutralisé par un éclair d'Electro avec ses collègues scientifiques au début du jeu, lorsque celui-ci vole les premières pièces du Bio-Nexus. - Le Lézard est le Dr Connors, qui a subi une mutation, à la suite d'une expérience qui a mal tourné, alors qu'il tentait de faire repousser son bras manquant. Il parvient à contrôler cette mutation grâce à un antidote qu'il a mis au point, cependant sa mutation peut ressurgir en cas de choc violent, ce qui sera le cas après l'attaque d'Electro, raison pour laquelle Spider-Man devra le neutraliser en lui injectant l'antidote en venant à Bio-Tech. Contrairement au premier jeu où il apparaissait mais où on ne l'affrontait pas. Il est le 4e boss du jeu. - William Baker / L'Homme-Sable - William Baker / L'Homme-Sable est, dans cet opus, à la solde d'Electro. Il apparaît d'abord dans le 3e chapitre du jeu où il tente d'arrêter Spider-Man qui poursuit un train en générant des murs de sables. Le but du joueur est de détruire ces murs et de le fuir. On le voit ensuite aux côtés d'Electro et de ses autres complices lorsqu'il planifie l'enlèvement du Dr Watts pour terminer le Bio-Nexus. Il réapparaît ensuite dans le 5e chapitre du jeu où il surprend Spider-Man qui étudiait les plans du Bio-Nexus dans le bureau du Dr Watts à Bio-Tech, le but du joueur est alors de la vaincre en utilisant des vannes à eau pour l'affaiblir. Une fois vaincu, les parcelles de sables qui composent son corps sont évacuées dans les égouts. Il est donc, avec le Scarabée, l'un des deux seuls complices d'Electro à ne pas avoir été arrêté et toujours en liberté à la fin du jeu. Le joueur le combat deux fois, il est à la fois le 2e et 5e boss du jeu. - Thor Odinson / Thor - Thor Odinson / Thor est un super-héros, membre des Vengeurs comme Spider-Man. Il apparaît uniquement sur la dernière une du journal Daily Bugle à la fin du jeu, avec le commentaire « Thor bat Electro, la ville est sauvée », J. Jonah Jameson ne cessant ainsi d'attribuer les actes héroïques de Spider-Man à d'autres, tandis qu'il lui attribue des crimes qu'il n'a pas commis. À l'origine Thor devait apparaître lors de la dernière séquence du jeu, comme Captain America dans le jeu précédent, afin d'aider Spider-Man, cependant la scène fut supprimée à la suite de la modification du lieu du combat final contre Electro qui devait avoir lieu sur les tours du World Trade Center mais fut remplacée par d'autres immeubles à la suite des attentats du 11 septembre 2001. - Elektra Natchios / Elektra - Elektra Natchios / Elektra est une super-héroïne, membre de la Main et du SHIELD. Elle est uniquement mentionnée dans le jeu lorsque Spider-Man intervient auprès d'Hammerhead et de deux de ses hommes de main qui ont capturé le Dr Watts pour la libérer, il compare alors cette dernière à Elektra. Il leur dit : « À dix contre une femme seule ! Dites donc les gars, c'est pas très galant sauf si c'est Elektra ou la Veuve Noire ! ». Après son combat contre Hammerhead, voyant que l'Homme-Sable est venu capturer le Dr Watts, entre les mains des sbire, il dira : « Finalement, c'était peut-être bien Elektra ! ». - Natalia « Natasha » Romanova ou Romanoff / La Veuve noire (« Black Widow » en VO) - Natalia « Natasha » Romanova ou Romanoff / La Veuve noire est une super-héroïne, membre des Vengeurs, du SHIELD, de Marvel Knights et ancienne membre des Champions de Los Angeles. Elle est uniquement mentionnée dans le jeu lorsque Spider-Man intervient auprès d'Hammerhead et de deux de ses hommes de main qui ont capturé le Dr Watts pour la libérer, il compare alors cette dernière à Elektra. Il leur dit : « À dix contre une femme seule ! Dites donc les gars, c'est pas très galant sauf si c'est Elektra ou la Veuve Noire ! ». - Eric Brooks / Blade - Eric Brooks / Blade est un super-héros chasseur de vampires, membre des Bloodshadows, des Nightstalkers, de The Nine et des Midnight Sons. Il est uniquement mentionné sur quelques articles des unes du journal Daily Bugle entre chaque Chapitre, il est dit de lui qu'il a été repéré à Londres puis arrive est arrivé à New York, le journal titrant : « Qui est ce mystérieux Blade et que veux-t-il ? ». - Serguei Kravinov / Kraven le chasseur - Serguei Kravinov / Kraven le chasseur est un super-vilain, l'un des membres fondateurs des Quatre Fantastiques. Il est uniquement mentionné sur un des articles des unes du journal Daily Bugle entre chaque Chapitre, en cas de défaite du joueur, le journal indique qu'il donne une conférence dans un encart. - Red Richards / Mr Fantastique - Red Richards / Mr Fantastique est un super-héros, membre des Sinistres Six. Il apparaît uniquement sur quelques articles des unes du journal Daily Bugle entre chaque Chapitre, en cas de défaite du joueur, le journal annonce son retour à New York comme une menace. - Le Dr Otto Octavius / Le Docteur Octopus / Super-Ock - Le Docteur Octopus est le vrai visage du Dr Otto Octavius. On le voit d'abord avec les autres ennemis du premier jeu emprisonnés dans la même cellule sur la première une du journal Daily Bugle au début du jeu, avec le commentaire indiquant que c'est grâce à Captain America, J. Jonah Jameson ne cessant ainsi d'attribuer les actes héroïques de Spider-Man à d'autres. Ensuite lors de la scène finale dans laquelle on voit Electro, Le Shocker et Hammerhead en train de jouer au Poker dans leur cellule tandis qu'Electro se lamente de sa défaite, Hammerhead demande si l'un d'eux sait jouer à un autre jeu car lui ne connaît que le Poker. Le Shocker rétorque alors que non mais que peut-être leurs voisins de la cellule d'en face savent, on voit alors le Docteur Octopus et d'autres ennemis du précédent jeu, le Scorpion, le Rhino, Mystério et un de leurs hommes de main que le Rhino a involontairement envoyé se faire coincer la tête au plafond, tels qu'il apparaissaient dans la scène finale du premier jeu. Le Docteur Octopus est dans la même attitude qu'à la fin du précédent jeu et se tape la tête contre les barreaux de sa cellule. - MacDonald « Mac » Gargan / Le Scorpion - MacDonald « Mac » Gargan / Le Scorpion est d'abord présent avec les autres ennemis du premier jeu emprisonnés dans la même cellule sur la première une du journal Daily Bugle au début du jeu, avec le commentaire indiquant que c'est grâce à Captain America, J. Jonah Jameson ne cessant ainsi d'attribuer les actes héroïques de Spider-Man à d'autres. Ensuite, il apparaît lors de la scène finale dans laquelle on voit Electro, Le Shocker et Hammerhead en train de jouer au Poker dans leur cellule tandis qu'Electro se lamente de sa défaite, Hammerhead demande si l'un d'eux sait jouer à un autre jeu car lui ne connaît que le Poker. Le Shocker rétorque alors que non mais que peut-être leurs voisins de la cellule d'en face savent, on voit alors le Scorpion et d'autres ennemis du précédent jeu, le Docteur Octopus, le Rhino, Mystério et un de leurs hommes de main que le Rhino a involontairement envoyé se faire coincer la tête au plafond, tels qu'il apparaissaient dans la scène finale du premier jeu. - Aleksei Sytsevich / Le Rhino - Aleksei Sytsevich / Le Rhino est d'abord présent avec les autres ennemis du premier jeu emprisonnés dans la même cellule sur la première une du journal Daily Bugle au début du jeu, avec le commentaire indiquant que c'est grâce à Captain America, J. Jonah Jameson ne cessant ainsi d'attribuer les actes héroïques de Spider-Man à d'autres. Ensuite, il apparaît lors de la scène finale dans laquelle on voit Electro, Le Shocker et Hammerhead en train de jouer au Poker dans leur cellule tandis qu'Electro se lamente de sa défaite, Hammerhead demande si l'un d'eux sait jouer à un autre jeu car lui ne connaît que le Poker. Le Shocker rétorque alors que non mais que peut-être leurs voisins de la cellule d'en face savent, on voit alors le Rhino et d'autres ennemis du précédent jeu, le Docteur Octopus, le Scorpion, Mystério et un de leurs hommes de main que le Rhino a involontairement envoyé se faire coincer la tête au plafond, tels qu'il apparaissaient dans la scène finale du premier jeu. - Quentin Beck / Mystério - Quentin Beck / Mystério est d'abord présent avec les autres ennemis du premier jeu emprisonnés dans la même cellule sur la première une du journal Daily Bugle au début du jeu, avec le commentaire indiquant que c'est grâce à Captain America, J. Jonah Jameson ne cessant ainsi d'attribuer les actes héroïques de Spider-Man à d'autres. Ensuite, il apparaît lors de la scène finale dans laquelle on voit Electro, Le Shocker et Hammerhead en train de jouer au Poker dans leur cellule tandis qu'Electro se lamente de sa défaite, Hammerhead demande si l'un d'eux sait jouer à un autre jeu car lui ne connaît que le Poker. Le Shocker rétorque alors que non mais que peut-être leurs voisins de la cellule d'en face savent, on voit alors Mystério et d'autres ennemis du précédent jeu, le Docteur Octopus, le Scorpion, le Rhino et un de leurs homme de mains que le Rhino a involontairement envoyé se faire coincer la tête au plafond, tels qu'il apparaissaient dans la scène finale du premier jeu. |
| Ennemis |
| - Hommes de main - Braqueurs de banque - Terroristes - Gardes de l'entrepôt - Gangsters - Drones volants - Drones terrestres - Drones de poursuite - Samouraïs |
| Autres |
| - Scientifiques de Bio-Tech - Gardes de sécurité de Bio-Tech - Policiers - Policiers du SWAT - Le pilote de l'avion à sauver - Otages du Congrès des Sciences à sauver |

## Changements de dernière minute
Suites aux attentats du 11 septembre 2001 à New-York, le jeu déjà terminé fut repoussé afin de modifier certaines éléments et notamment la bataille finale supposée se dérouler au World Trade Center. Le bâtiment fut modifié et les deux tours fusionnées en une seule, supprimant le gouffre entre les deux.
De plus, à l'origine, Electro devait mentionner "le toit du monde" en parlant du lieu où il attendait son combat final avec Spider-Man au sommet du World Trade Center, entraînant ce dernier à le traquer jusqu'aux tours jumelles pour la bataille finale. Dans la version finale du jeu republié, Spider-Man devine seulement l'endroit où retrouver Electro, sans l'aide d'un de ses traceurs d'araignée.
Ensuite, à la fin du jeu , le vainqueur du combat contre Electro est présenté comme étant Thor. Celui-ci était en effet supposé apparaître dans une séquence vidéo où il aurait dû converser avec Spider-Man après la défaite d'Electro expliquant pourquoi le journal Daily Bugle lui attribue la victoire. Cette séquence vidéo a été supprimée car elle faisait clairement apparaître le World Trade Center.
Plusieurs niveaux ont également été renommés.